# Scottish National Party
Scottish National Party (SNP), Skotska nationalistpartiet (ibland även Skotska nationalpartiet) är ett politiskt parti i Skottland som verkar för ett självständigt Skottland. På lågskotska heter partiet Scottis Naitional Pairtie och på skotsk gaeliska Pàrtaidh Nàiseanta na h-Alba.
SNP är det största partiet i Skottland, både i det skotska parlamentet och sett till de skotska mandaten i det brittiska underhuset. Man är det ledande partiet inom den skotska självständighetsrörelsen. Bland personer som öppet har uttalat stöd för partiet märks skådespelaren Sean Connery. En av partiets första medlemmar var författaren Compton Mackenzie.

## Historia
Partiet bildades 1934 genom en sammanslagning av partierna Scottish Party och National Party of Scotland. Från början förespråkade SNP inte självständighet, utan istället att ett självstyrande skotskt parlament inom Storbritannien skulle återinrättas. Först i slutet av 1960-talet och i början av 1970-talet fick frågan om nationell suveränitet en större aktualitet.
Det skotska självstyret återinrättades 1999 och det skotska parlamentet öppnades av den dåvarande partiledaren Winnie Ewing. Det dröjde dock fram till 2007 innan partiet kunde få något riktigt inflytande i parlamentet. Då blev nämligen SNP största parti och kunde bilda en minoritetsregering med passivt stöd från Labour. I det skotska valet 2011 lyckade partiet få egen majoritet i parlamentet och SNP:s dåvarande ledare, Alex Salmond, förklarade att Skottland skulle hålla en folkomröstning om självständighet senast år 2015. Inför folkomröstningen 2014 hade nejsidan länge haft en klar ledning i opinionsmätningarna. Efter ett intensivt kampanjande av jasidan, med SNP i spetsen, krympte nejsidans ledning. Dock slutade själva folkomröstningen med att nejsidan vann med cirka 55 procent mot jasidans cirka 45 procent.
I det brittiska parlamentsvalet 2015 gjorde partiet stora framgångar. Av de 59 skotska mandaten lyckades man erövra 56 stycken. Skotska parlamentsvalet 2016 blev dock ett litet bakslag då man tappade sin egen majoritet i skotska parlamentet, även om röstandelen ökade något. Tack vare stöd från Scottish Green Party kunde partiet dock sitta kvar i en enpartiregering.
Självständighetsfrågan återkom på dagordningen efter folkomröstningen om Storbritanniens EU-medlemskap 2016. SNP:s partiledare Nicola Sturgeon hade tidigare uttalat att frågan om självständighet skulle aktualiseras om Storbritannien röstade för att lämna unionen mot det skotska folkets vilja. Folkomröstningen slutade i att en majoritet av britterna röstade för att lämna EU, men 62 procent av de skotska väljarna röstade för att stanna kvar. Villkoren från Sturgeon hade alltså uppfyllts. Vid nyvalet i Storbritannien 2017 minskade dock SNP:s stöd och man lyckades enbart erövra 35 mandat, en minskning med 21 mandat jämfört med valet 2015. Man var dock fortsatt Skottlands största parti såväl räknat i mandat som röstandelen (36,9 procent). En anledning till motgången var att det fanns ett väljarmotstånd mot en ny självständighetsomröstning.
I nyvalet i december 2019 gjorde SNP en återhämtning och erövrade 48 av de 59 skotska mandaten, med en röstandel på 45 procentenheter. Framgången i valet ledde till att partiet på nytt försökte föra upp frågan om en ny självständighetsomröstning på dagordningen, vilket avvisades av den konservativa regeringen.

## Politik
Scottish National Party hade fram till 1970-talet ingen utpräglad politisk ideologi. Frågan om ett skotskt självstyre var helt dominerande inom partiet. Därefter har man ideologiskt valt att profilera sig som ett socialdemokratiskt parti, med förespråkande av en utbyggd social välfärd, offentligt finansierad sjukvård samt att högre utbildningar ska vara skattefinansierade. På senare år har SNP även tagit upp miljöfrågor och förespråkat att inkomsterna från skotska olje- och gasfyndigheter i Nordsjön i högre utsträckning ska tillfalla Skottland. Man är även positiva till ett fortsatt EU-medlemskap.

## Partiledare
- Alexander MacEwan (1934–1936)
- Andrew Dewar Gibb (1936–1940)
- William Power (1940–1942)
- Douglas Young (1942–1945)
- Bruce Watson (1945–1947)
- Robert McIntyre (1947–1956)
- James Halliday (1956–1960)
- Arthur Donaldson (1960–1969)
- William Wolfe (1969–1979)
- Gordon Wilson (1979–1990)
- Alex Salmond (1990–2000)
- John Swinney (2000–2004)
- Alex Salmond (2004–2014)
- Nicola Sturgeon (2014–2023)
- Humza Yousaf (2023-2024)
- John Swinney (2024–)